# 여신전생 페르소나 4
《여신전생: 페르소나 4》(Persona 4)는 2008년 7월 10일에 아틀러스에서 발매된 플레이스테이션 2용 게임 소프트이다. 페르소나 시리즈의 네 번째 작품이다. 본작을 원작으로 한 소설이나 만화, 드라마 CD등이 제작되고 있으며, 2011년 10월부터 [P4:Persona4 the Animation]이라는 이름의 TV 애니메이션으로 MBS에서 방영중이다.

## 개요
본작은 시골에 사는 친척 집에 잠시 머물게 된 고교생이 마을에서 일어나는 괴기 연속 살인 사건의 수수께끼와 그 뒤에 숨겨진 이계의 존재에 대해 동료들과 함께 풀어나가는 RPG이다. 소년 소녀의 성장에 대한 이야기에 중점을 두고 있어, 등장 캐릭터들이 어디에나 있을 법한 친근한 이미지라는 것이 특징이다. 지금까지의 페르소나 시리즈와는 다른 형태로 제작된 페르소나 3를 이어 받는 동시에 새로운 형태를 목표로 한 작품이다. 까닭에 전작에서 호평을 받았던 디자인 등 멋진 부분을 남기면서 전작의 무대가 되었던 도시는 지방으로, 전체적인 컬러나 분위기는 어둡게 억제되어 있던 전작에 비해 본작은 상대적으로 밝은 이미지로, 디자인 면에서도 색이 강한 디자인을 삼가는등 비슷하면서도 큰 변화가 이루어졌다. 일본 게임 대상 2009와 패미통 어워드 2008에서, 해당 연도의 플레이스테이션 2용 작품으로서 유일하게 우수상을 수상하였다.

## 페르소나4 더 골든
페르소나 4 더 골든은 소니의 휴대용게임기 PS Vita로 이식, 발매된 것으로 본편에 비해 더욱 내용이 풍성해졌다.

## 게임 시스템

### 일상
날씨의 개념
이번 작품부터 날씨의 요소가 추가되었다. 맑은 날, 구름 낀 날, 비오는 날, 안개 낀 날. 특히 비오는 날은 게임 내에서 특별한 일이 일어나는 날씨이다. 날씨는 이번 작품에서 중요한 요소 중 하나인 「시간 제한」을 나타내는데, 안개가 낀 날은 날씨가 바뀌기 전까지 행방불명된 인물을 구출하지 못하면 게임 오버가 되는 「마감 시간」을 의미하기도 한다. 일주일간의 날씨는 「일기 예보」에서 확인할 수 있다.
간편한 이동 시스템 도입
학교나 마을을 이동할 때 언제든지 □버튼을 누르면 다른 장소로 이동할 수 있게 되었다.
주인공의 일상 파라미터의 변경
「용기」 「지식」 「전달력」 「너그러움」 「끈기」의 5 종류로 개선되었다. 덧붙여 일상 파라미터가 높은 경우 선택사항의 폭이 넓어지며, 이벤트가 발생한다.
무기 방어구 샵의 사양 변경
판매 품목의 확충 조건이 이번 작품부터 특정의 소재 아이템을 일정 수 매각하는 것으로 변경되었다. 소재 아이템은 주로 전투에서 쉐도를 쓰러뜨려 입수할 수 있다.
파티 멤버에 관한 사양 변경
파티 멤버의 장비 변경을 캠프 메뉴를 통해 직접 입력할 수 있게 되었다. 덧붙여 장비나 스테이터스를 학교나 마을에서도 확인할 수 있게 되었다.

## 스토리
2011년 4월, 부모님의 해외출장으로 혼자 일본에 남겨진 주인공은 1년간만 외삼촌의 집에 얹혀살게 된다. 그가 전입한 야소가미 고등학교에서는 「비가 오는 날 밤 오전 0시, 전원이 꺼진 텔레비전에 자신의 얼굴을 응시하면, 다른 인간이 비친다.」라는 내용의 「심야텔레비전(マヨナカテレビ)」라고 불리는 소문이 떠돌고 있다. 같은 시기 마을에서 발생되고 있던 연속 살인 사건이 심야텔레비전과 관련이 있을 것이라고 생각한 주인공 일행은, 심야텔레비전을 통해 이공간으로 가는 길을 찾고 있던 중 「쉐도우(シャドウ)」라고 불리는 괴물에게 습격당하며 일상에 숨겨져 있던 세계의 어둠을 엿보는 일을 하게 된다.

이상한 현상을 접하면서 페르소나 능력을 발현시킨 주인공 일행은 이러 일은 경찰에 이야기해도 믿어 주지 않다는 생각에 자신들이 직접 진실을 파헤치기 위한 팀을 결성하게 된다. 주인공은 공식적으로 극히 평범한 고교생으로서 학업이나 동아리나 아르바이트를 하여 외삼촌의 가족이나 학교 친구, 마을 사람들과 각각 커뮤니티라고 불리는 교류를 쌓아, 일상적인 상담 등에 응하거나, 방과 후에는 동료들과 함께 쉐도우가 배회하는 이공간에서 싸우면서 사건에 말려 들어간 사람들을 돕고 동료를 늘리면서, 사건 해결을 위해 분주히 노력한다. 그러나 뉴스 등을 통해 무책임한 소문이 계속적으로 흘려 나와 진실이 무엇인지 알 수 없게 된 상황에 이 사건의 흑막으로 의심되는 존재도 여럿 등장하는 가운데, 주인공 일행이 가까스로 도착하는 결말은 플레이어 자신이 어디까지 이 사건의 진상을 추리하고 해명할 수 있는지에 따라 결정된다.

## 등장 인물

### 파티 캐릭터(자칭「특별 수사대」)
주인공 (기본이름없음/ 만화판-세타 소우지(瀬多 総司)/ 애니메이션판-나루카미 유(鳴上 悠))
성우- 나미카와 다이스케
페르소나- 이자나기 / 아르카나- 광대
야소가미 고등학교에 전학온 고교 2학년생. 부모님이 해외 출장중이기 때문에 1년간 외삼촌이 사는 시골마을인 이나바시 야소이나바(稲羽市八十稲羽)로 이사온다. 이사를 오자마자 발생한 연속 살인 사건에 가족과 친구들이 희생되는 것을 막기위해, 요스케와 특별 수사대를 결성하여 사건 해결에 도전한다. 게임의 진행 중 요스케로부터 기가 막힐 만큼 냉정하다라는 말을 듣는 장면이 등장하며 쿨한 외모와 의외의 깨는 언행으로 인기를 끄는 카리스마를 갖고 있다. 사건을 쫓는 동료들에게서는 「리더」로 존경받아 그 역할을 충실히 해내어 간다. 시리즈 주인공 중에서는 처음으로 요리를 할 수 있으며 플레이어의 선택에 의해 동료들에게 높은 평가를 받는 다양한 도시락도 만들 수 있다. 주인공만 자신의 "그림자"와 대치하지 않은 상태에서 페르소나를 각성시킨다. 와일드라고 불리는 능력에 의해 복수의 페르소나를 다룰 수 있다.
하나무라 요스케(花村 陽介)
성우- 모리쿠보 쇼타로
페르소나- 지라이야→ 스사노오 / 아르카나- 마법사
생년월일:1994년 6월 22일/ 별자리: 게자리/ 신장: 175/ 체중: 70/ 혈액형: A
주인공의 클래스메이트. 시내에 있는 백화점 「쥬네스 야소이나바점」점장의 아들. 주인공과 같이 원래는 도시 태생으로 부친의 전근을 따라 고교 입학 반년만에에 가족들과 함께 이나바시로 이사왔다. 정의감이 강한 밝은 소년. 누구도 차별하지 않으며, 돌보는 것을 좋아하는 성격. 애마인 자전거가 크게 부셔진 후 오토바이를 사기 위해 열심히 아르바이트 중이지만 곰으로 인해 지출이 늘어나 생각처럼 돈을 모으지 못하고 있다. 두 번째 희생자인 코니시 사키를 짝사랑하고 있었던 탓에 그녀의 죽음에 크게 상처받는다. 쥬네스 야소이나바점에 의해 현지의 상가들이 쇠퇴해진 탓에 점장의 아들이라는 이유로 일부 현지 주민들에게 미움을 받고 있다. 항상 헤드폰을 목에 두르고 있다. 수사본부에서 상황들을 종합해 추리를 하는 타입. 수사대를 결성했을 당시 리더의 자리에 주인공을 추천하고 자신은 참모로서 주인공을 서포트하고 있다. 주인공을「파트너」라 부른다. 잘생긴 외모에 비해 말하는 내용이 영양가가 없는 탓에 「입만 열면 실망 왕자」라고 불린다. 전투에서는 나이프나 창칼을 이용한 쌍수검으로 싸운다. 추격은 적 전체에 데미지를 주어 다운시킨다. 페르소나의 스테이터스는 밸런스가 좋으며, 질풍이나 보조, 회복, 물리 등 여러 가지의 스킬을 습득한다. 그러나 운의 경우 다른 캐릭터에 비해 파라미터가 잘 오르지 않는다. (운의 낮음은 요스케의 일상생활에서도 엿볼 수 있다.)
사토나카 치에(里中 千枝)
성우- 호리에 유이
페르소나- 토모에→ 스즈카 곤겐/ 아르카나- 전차
생년월일- 1994년 7월 30일 /별자리- 사자자리/신장: 158/체중: 비밀 / 혈액형: B
주인공의 클래스메이트. 활기넘치는 여자 아이. 심야 텔레비전의 소문을 주인공에게 가르쳐준 장본인. 쿵푸 영화의 팬으로 평소에도 수행을 게을리하지 않는다. 동아리도 실은 그녀만의 개인적인 활동이며 현란한 다리 기술이 특기이다. 전투 종료 시에 하는 말은 이소룡의 대사. 유키코와 친구로 어리버리한 유키코를 감싸주는 언니같은 면이 있지만 요리실력은 유키코와 비슷하다. 초록색의 저지를 자주 입는다. 방과 후에는 컵라면 초록의 너구리(緑のたぬき)를 자주 먹는데 「이 한 그릇을 위해 살아 있다」라고 할 정도로 좋아한다. 또 고기를 굉장히 좋아하며 좋아하는 군것질은 고기 껌을 좋아하고 벌레를 싫어한다. 수사본부에서 추리를 하는 경우는 거의 없지만 가끔씩 발휘되는 그녀의 직감은 핵심을 찌르는 것이 많다. 능력 면에서는 곰와 같이 빙결 속성이지만 높은 위력의 마법은 습득하지 않으며 스킬의 대부분은 물리계이다. 보조기술도 공격력을 높이는 것. 추격은 동료 캐릭터 중에서 유일하게 즉사 효과가 있다.
아마기 유키코(天城 雪子)
성우- 코시미즈 아미
페르소나- 코노하나사쿠야→ 아마테라스 / 아르카나- 여교황
생년월일- 1994년 12월 8일 /별자리-궁수자리 /신장:164 /체중: 비밀/ 혈액형: O
주인공의 클래스메이트로 치에의 친구. 전통있는 고급 여관의 외동딸로 차기 여주인으로 주목받고 있다. 치에로부터 「어울린다」는 말을 들었던 붉은 카츄샤와 붉은 가디건을 애용하고 있다. 방과 후에는 컵라면 붉은 여우(赤いきつね)를 먹는다. 차분한 성격과 요조숙녀적인 외모 때문에 남자아이들로부터 인기가 많지만 상당히 어리버리한 성격으로 악의 없는 독설을 내뱉기도 한다. 자신이 남자아이들에게 인기가 높은 것도 전혀 깨닫지 못한다. 남자아이로부터 고백을 받아도 고백받는 이유를 깨닫지 못하기 때문에 넘을 수 없다는 뜻인 「아마기 고개」라고 불린다. 다른 사람들과 웃음의 포인트가 다르고 한번 웃음이 터지면 멈추지 않고 계속 웃는다. 단, 그러한 모습은 친한 사람들 앞에서만 보인다. 우등생으로 성적은 높지만 요리 실력은 제로. 서투른 요리실력을 지닌 여자 멤버들 중에서도 한층 더 눈에 띄는 살인적인 요리실력을 가지고 있다. 수사본부에서는 요스케, 나오토와 함께 논리적인 추리로 날카로운 지적과 통찰력을 선보인다. 전투에서는 부채를 사용한다. 마력이 높고 화염 속성과 회복 기술을 습득한다. 물리계는 습득하지 않는다. 추격은 적 전체에 데미지와 다운을 주고 기절시킬 수 있다. 「페르소나 3 포터블」여주인공편에 게스트로 출연하고 있다. 시리즈 초반부터 주인공을 좋아하고 있다.
타츠미 칸지(巽 完二)
성우- 세키 토모카즈
페르소나- 타케미카즈치→ 로쿠텐마오우 / 아르카나- 황제
생년월일- 1996년 1월 19일/ 별자리-염소자리/ 신장: 183 /체중: 78 / 혈액형: A
야소가미고 1학년. 중학생 시절 「혼자서 폭주족을 때려잡았다」라는 소문이 돌고있는 유명한 깡패소년. 무서운 표정과 소문으로 두려움의 존재이지만 본래는 상냥하고 의리가 있는 성격. 동물이나 귀여운 것을 좋아하고 오똣또에서 잠수함 찾기가 취미. 말투는 나쁘지만 뿌리는 솔직하고 순진하다. 친가는 염색점. 그 영향으로 재봉 등이 특기이다. 나나코의 숙제를 돕거나 봉제인형을 만드는 등 손끝이 섬세하고 손재주가 있으며 그가 디자인한 예쁜 봉제인형이나 주방 장갑은 벌써 상품 가치가 붙을 정도. 머리는 그다지 좋지 않으며 흥미가 없는 일에는 집착하지 않지만 사람을 보는 눈은 있는 듯. 이마가 넓고 옅은 색의 머리카락을 뒤로 넘긴다. 옷은 해골무늬를 애용. 학생복은 어깨에 걸쳐 입는 스타일을 유지하고 있다. 안경은 유일하게 선글라스를 쓴다. 전투에서는 파이프, 의자나 방패 등을 무기로 사용. 페르소나는 기본적으로 물리계이지만 전격 속성도 습득한다. 습득하는 물리기는 적 1체용 뿐이지만 힘과 내구에 있어서는 치에를 능가한다. 속력이 낮기 때문에 명중률이 약간 낮다. 추격은 적 여러체를 다운시킨다.
쿠지카와 리세(久慈川 りせ)
성우- 쿠기미야 리에
페르소나- 히미코→ 관세음 / 아르카나- 연인
생년월일- 1995년 6월 1일/ 별자리- 쌍둥이자리/ 신장: 155/ 체중: 41/ 혈액형: AB
고교 1학년. 유명한 아이돌. 특별한 사정으로 야소이나바에 돌아왔다. 친가는 이나바시에서 조그만 두부 가게를 하고 있다. 현재는 연예활동을 중단하고 할머니를 도와 가게일을 돕고있다. 연예계에 있었던 탓인지 나이에 비해 어려움을 겪어온 듯한 말을 자주 한다. 요리실력은 치에 유키코와 비슷하다. 그녀가 만든 요리는 어떤 재료를 사용해도 괴롭긴 마찬가지. 방심할 수 있는 상대에게는 상냥하고 순진하며 눈물이 많다(거짓울음일 때도 있다). 슬림한 체격에 머리 모양은 양갈래 묶음. 야소이나바에 돌아와 최초로 자신을 보통으로 대해 준 주인공에게 적극적인 호감을 나타낸다. 페르소나는 정보지원에 특화된 탐색계 능력으로 적의 정보 제공을 지원해 간접적으로 전투에 참여한다. 레벨업하면 파티의 HP, SP를 전투 종료 후 소량 자동 회복시키는 스킬을 습득한다. 페르소나를 각성한 다음은 곰의 역할을 이어받아 내비게이션을 하게 된다.
곰(クマ)
성우- 야마구치 캇페이
페르소나- 킨토키도우지→ 카무이 / 아르카나- 별
생년월일- 불명/ 별자리- 작은곰자리 /신장: 170(인간버전시)/체중: 77(인간버전시)/ 혈액형: 불명
텔레비전 안의 세계에 사는 수수께끼의 존재(생물인지 어떤지 확실하지 않다). 텔레비전 안에 들어온 인간을 밖으로 내보낼 수 있는 힘을 가지고 있다. 주인공의 능력이나 그릇의 크기를 존경해 「선생님」이라고 부른다. 일인칭은 「곰(쿠마)」 어두에 「곰(쿠마)」를 붙이는 말버릇이 있으며 말장난이나 기묘한 말을 자주 사용하는 천성이 경박한 성격. 페르소나를 각성하기 전까지는 내비게이션을 담당. 페르소나 각성 후 안내역할을 리세에게 물려주고 자신은 전투에 참가하게 된다. 페르소나 각성 후에는 현실 세계를 방문하게 되어 요스케의 집에서 식객 노릇을 한다. 후에 텅 비어 있었던 인형 안에 살아있는 몸을 만들어내어 주위를 놀라게 한다. 금발에 푸른 눈의 외모는 현실 세계용으로 텔레비전의 세계에서는 변함없이 인형을 착용하고 있다. 전투에서는 갈고랑을 사용해 코믹한 모습으로 싸운다. 추격은 적 전체에 다운 효과가 있으며 모션은 레슬링 기술인 스크류드라이버외 비슷하다. 치에와 같이 빙결 속성이지만 회복이나 보조 마법도 습득한다. 힘이 낮은 것은 아니지만 물리 속성의 스킬은 습득하지 않는다. 페르소나 각성 전의 "그림자" 이벤트에서 유일하게 외부로부터의 간섭을 받았기 때문에 페르소나와 그림자의 아르카나가 차이가 있다.
시로가네 나오토(白鐘 直斗)
성우- 박로미
페르소나- 스쿠나히코나→ 야마토타케루 / 아르카나- 운명
생년월일- 1995년 4월 27일 /별자리- 황소자리 / 신장: 152/ 체중: 비밀/ 혈액형: B
「탐정왕자」라고 불리고 있는 고교 1학년. 남장을 하고 있는 소녀다. 경찰 수사에 많은 공헌을 해 온 탐정 일가의 5대째 연속 살인 사건의 조사를 위해 야소이나바에 왔다. 정중하지만 약간 무례한 성격으로 흥미가 없는 상대에게는 신랄하게 내뱉는다. 뒤에서 사건을 조사하고 있던 주인공 일행과 만나게 되어 함께 사건을 파헤치게 된다. 명탐정인 할아버지를 존경하고 있어 할아버지와 같은 탐정이 되는 것이 목표이다. 성별을 속여 왔던 이유는 자신의 이상과 사회에 대한 차이로 인한 콤플렉스 탓이다. 요리 실력은 다른 여성 멤버들과 동일할 정도로 형편없다. 하지만 적어도 레시피대로 만들기 때문에 실패는 하지 않는 타입. 전투에서는 권총을 사용한다. 추격은 여러체의 적을 기절시킨다. 습득하는 스킬은 빛, 어둠계열의 즉사계 스킬이며 만능속성 스킬도 배운다.

### 주인공의 친척
도지마 료타로(堂島遼太郎)
성우-이시즈카 운쇼
주인공의 외삼촌. 누나 부부의 해외출장으로 1년간, 조카인 주인공과 함께 지내게 된다.
일찍 아내와 사별하고 현재는 딸 나나코와 2명이 생활. 서투른 사람으로 딸과의 거리감을 좀처럼 좁히지 못하는 것 때문에 고민하고 있다.
직업은 형사로 이나바서에 근무하며 연속 살인 사건을 조사하고 있다. 그러나 초상적인 사건은 믿지않으며, 주인공이 자신이 관련되고 있는 이상한 현상들에 대해서도 거짓이라고 결정.
도지마 나나코(堂島菜々子)
성우-칸다 아케미
료타로의 딸로 주인공의 사촌여동생. 초등학교 1학년. 어릴 적 교통사고로 어머니를 여의었다. 일 때문에 퇴근이 늦은 아버지를 대신해 모든 가사일을 담당하고 있는 탓인지 애늙은이와 같은 경향이 있다.

### 사건 관계자
야마노 마유미(山野真由美)
성우-이토 카나에
불륜 사건으로 프로그램에서 해고당한 현지 텔레비전국의 전 여자 아나운서. 첫 번째 피해자로, 사체는 4월 12일 정오, 사메가와촌 인근 민가의 텔레비전 안테나에 매달린 상태로 발견되었다.
코니시 사키(小西早紀)
성우-?
야소가미 고교 3학년생으로, 두 번째 피해자. 첫 번째 피해자인 야마노 마유미를 제일 먼저 발견한 인물로, 그녀의 사체는 전신주에 매달린 상태로 발견되었다. 이 두 번째 범행을 계기로, 주인공과 요스케는 사건과 마요나카 테레비의 관련성을 의심하고 사건을 파헤치게 된다.
아다치 토오루(足立透)
성우-마도노 미츠아키
본청에서 부임해 봄부터 이나바서에 근무하고 있는 젊은 형사. 료타로의 부하 겸 파트너로, 함께 연속 살인 사건을 쫓고 있다.
얼빠진 모습에 누구에게나 큰소리치지 못하는 청년으로, 입이 가볍워 수사 내용을 주인공들에게 흘리거나 고교생에게도 찍 소리 못하는 소심한 성격. 덧붙여 자칭「서내 제일의 두뇌파」라고 자부하는 등의 경박한 면도 있다.
모로오카 킨시로(諸岡金四郎)
성우-류타니 오사무
주인공 일행이 소속된 2학년 2반의 담임 선생. 담당 교과는 윤리. "끝없이 긴 설교를 하는 선생님"으로도 유명하다. 학생들에게 항상 독설을 내뱉기 때문에 「모로킨」이라 불리며 학생들로부터 미움받고 있다.
아이돌 쿠지카와 리세의 사진집을 몰래 구입하는 등 뜻밖의 면이 있다.
나마타메 타로(生田目太郎)
성우-하라마키 코지
시의원의 비서. 첫 번째 피해자인 아나운서 야마노 마유미와 불륜 관계였다. 친가가 야소이나바에 있어, 실직 후 귀향한다.
쿠보 미츠오(久保美津雄)
성우-?
타학교의 남학생. 이야기 초반 유키코에게 고백했지만, 제대로 상대 받지 못한다. 상대의 마음을 고려하지 않고 자신의 감정만을 밀어붙이는 유치하고 이기적인 성격.

### 이계의 인물
이고르(イゴール)
성우-타노나카 이사무
긴 코가 인상적인 노인으로 꿈과 현실, 의식과 무의식의 사이에 있는 공간 「벨벳 룸」의 관리자.
때마다 조언이나 도표를 알려주는 인물로, 그의 손에 의해 새로운 페르소나를 탄생시킬 수 있다.
마가렛(マーガレット)
성우-오오하라 사야카
이번작품부터 이고르의 조수를 맡고 있는 수수께끼의 여성. 그녀에게서는 페르소나의 합체 예보나 퀘스트를 받을 수 있다.
전작에 등장한 엘리자베스의 언니로, 여동생과 같이 와일드 능력을 가진 최강 클래스의 페르소나를 사용.
「페르소나 3 포터블」에도 등장한다.
마리
성우-하나자와 카나
PS VITA 용 소프트 「페르소나4 더 골든」의 오리지널 추가 캐릭터.
그 정체는 페르소나4의 진 라스트 보스「이자나미오오카미」의 분신「쿠니노사기리」와「아메노사기리」의 눈과 귀가 되어 정보를 수집하는「쿠스미노오오카미」라는 존재였으나,
자아의 확립이 불안정한 상태에서 과거의 기억을 잃고 헤메던 마리를 마가렛이 벨벳룸으로 불러들이고, 주인공의 도움이 되도록 하였다.
게임 후반부에 아메노사기리 퇴치후 모든 기억을 되찾고 자신의 존재가 현실세계의 파멸을 불러들인다는 사실을 알게 되자,
스스로를 TV속 세상에 가두고 안개와 함께 자멸하려 하였으나, 주인공의 도움으로 완전히 자유의 몸이 된다.
여우
상가에 있는 신사에 살고 있는 여우. 암컷. 주인공과 관련된 이후 텔레비전의 세계에 따라들어 온다.
매우 영리하며 사람의 말을 이해한다. 상냥하지만 눈매가 사납다.
특수한 약초로 주인공들의 SP를 회복시켜주지만, 유료이며 고액(커뮤니티 랭크가 오를수록 할인), 신사부흥을 위해 돈을 모으고 있다
텔레비전 세계의 광장이나 던전 내의 방에 등장한다. 또 기분이 좋을 때 머리를 어루만지면 아이템을 주는 경우도 있다.

## 커뮤니티
이번 작품에서 동료와의 커뮤의 경우, 랭크가 올라감에 따라 전투 중 「일격으로부터 주인공을 방어해준다」 「추격 한다」 「다운됐을 경우 일으켜준다」등의 우정 행동을 하게 된다. 또 동료의 커뮤를 MAX로 하면, 해당 인물의 페르소나가 진화한다.
00. 광대 자칭 특별 수사대
수사대 멤버들과의 커뮤니티. 사건을 쫓을 때 마다 자동으로 오른다. 경찰도 믿을 수 없는 상황 속, 모습을 감춘 연속 살인범을 찾아내 이 작은 마을에 평화를 되찾을 수 있을까.
01. 마술사 하나무라 요스케
요스케와 주인공의 우정에 대해 그려진다. 아직도 마을에 정착하지 못하고, 첫사랑도 잃어버린 요스케. 하지만 지금은 앞으로 나아갈 수 밖에 없다 … .
02. 여법황 아마기 유키코
유키코가 한 명의 여성으로 자립해 나가는 모습이 그려진다. 자신의 장래와 삶에 대해 고민하는 유키코. 그녀는 하나의 결심을 하고, 그 한 걸음을 내딛는다.
03. 여황제 마가렛
벨벳 룸에서 특정 스킬을 가진 지정 페르소나를 만들어 보여준다. 의뢰를 받으면 마가렛과의 그녀의 성격과 취향을 알 수 있다. 그녀가 주인공에게 의뢰하는 진짜 이유는?
04. 황제 타츠미 칸지
칸지가 「진정한 강함」에 눈을 떠 가는 과정이 그려진다. 한 명의 소년과 만나게 된 칸지. 그는 소년에게서 어렸을 적 자신의 모습을 본다. 칸지가 취한 행동은 … .
05. 법황 도지마 료타로
도지마의 부성과 인연을 이어나가는 방법이 그려진다. 여전히 가족을 챙기지 않고 범인을 붙잡는 것에만 열중인 도지마. 나나코와 주인공은 … .
06. 연인 쿠지카와 리세
우상이 아닌, 진짜 자신을 찾기 위해 아이돌 활동을 중단한 리세. 그런 그녀를 복귀시키기 위해 매니저가 그녀를 찾아온다.
07. 전차 사토나카 치에
텔레비전의 세계에서 유키코와의 우정을 새롭게 확인한 치에. 그녀는 자신의 심신을 한층 더 단련하는 수행을 시작한다.
08. 정의 도지마 나나코
어른스러운 나나코. 아버지가 있고 오빠가 있지만 어머니는 없다. 그런 그녀는 가족이라는 것에 대해 여러 가지를 배워나간다.
09. 은둔자 여우
신사에 반입된 말 그림 액자를 여우로부터 받아, 의뢰인의 소원을 실현해 가는 커뮤니티.
10. 운명 시로가네 나오토
어느 날, 나오토의 집에 도둑이 든 사건이 일어난다. 며칠 후 그녀는 나무상자에서 "괴도 X"를 자칭하는 인물로부터의 도전장을 발견한다. 그녀는 주인공과 함께 이 수수께끼의 인물에게 도전하기로 한다.
11. 힘 나가세 다이스케, 이치죠 코우
운동부의 동급생들과의 우정을 그린 커뮤니티. 주인공의 학교 생활을 엿볼 수 있는 스토리이다.
나가세 다이스케
축구부원들에게 인정받을 수 있도록 주인공을 도와주는 나가세. 그는 여자를 싫어한다. 그 이유는...
이치죠 코우
주인공과 친구가 된 코우. 그에게는 복잡한 가정사가 있었다. 자신이 있을 곳에 대해 고민하는 코우는 이윽고 … .
12. 사형수 코니시 나오키
코니시 사키의 남동생 나오키와의 이야기. 그는 주변의 동정과 연민의 눈빛, 그 뒤에 있는 「피해자는 ~하지 않으면 안 된다」라는 강요하는 듯한 시선에 괴로워하고 있다.
13. 사신 쿠로다 히사노
병원에서 만난 수수께끼의 노부인. 항상 상복을 착용하며, 자신을 죽음의 신이라 칭한다. 주인공이 그녀의 죽은 남편을 닮았다는 이야기와 함께 추억들에 대해 이야기하기 시작한다 … . 1회 만날 때마다 커뮤 레벨이 오른다.
14. 절제 미나미 에리
아르바이트 장소인 보육원에서 알게 된 아이 엄마, 미나미 에리. 재혼 상대에게 아이가 있어, 의붓아들과의 마음의 거리를 좁히고 싶지만, 좀처럼 좁혀지질 않는다. 하지만 아들인 유타도 같은 마음을 갖고 있었다.
15. 악마 우에하라 사요코
악마적으로 주인공을 조롱하는 이나바시립병원에서 일하는 간호사 사요코. 그녀는 현재 자기자신에 대해 의문을 느끼고 있다.
16. 탑 나카지마 슈
가정교사 아르바이트로 알게 된 학생, 건방진 태도로 마음을 열지 않는 소년 슈. 가정교사를 할 때마다 소년은 하나하나 숨기고 있던 의문이나 감정을 토로해 간다.
17. 별 쿠마
자동으로 랭크가 올라가는 커뮤. 특별 수사대에서 다양한 경험을 쌓아가며 하나하나 중요한 것을 배워가는 쿠마. 그러나 자신이 누구인지 모르다.
18. 달 에비하라 아이
화려한 외모와 행동으로 주인공을 휘두르는 운동부 매니저 아이. 연애라는 것에 진지해질 수 없는 그녀에게 전환기가 찾아온다.
19. 태양 오자와 유미, 마츠나가 아야네
문화부 동급생과의 커뮤니티. 연극부와 취주악부 중 어느 쪽을 선택하는지에 따라 상대가 바뀐다.
오자와 유미
연극부에 들어간 주인공. 짐심으로 연극을 좋아하는 유미와 친분을 쌓아간다. 유미는 다음 콩쿨에서 주역을 맡아 분발하지만, 갑자기 어머니가 쓰러진다. 병원에 간 유미가 알게 된 것은...
마츠나가 아야네
마츠나가 아야네는 밝지만 소극적인 성격의 1학년. 오늘도 잡무를 맡고 있다. 부의 모두가 귀가한 후, 혼자서 연습을 시작하는 아야네. 주인공은 그녀의 연습에 동참하지만… .
20. 심판 진실을 쫓는 동료들
특별 수사대의 또 하나의 커뮤니티. 이야기가 전개될수록 자동적으로 랭크가 올라간다. 그들은 진실에 도달할 수 있을까?
21. 세계
대응하는 커뮤니티는 없지만, 진실을 원한다면 도달할 수 있다.진엔딩관련
22. 영겁
PS VITA 용 소프트 「페르소나4 더 골든」의 오리지널 추가 커뮤니티. 해당 캐릭터는 마리.
특정 날짜까지 일정 수치이상 커뮤니티 랭크를 올려두지 않으면 MAX커뮤니티를 만들 수 없다.
23. 어릿광대
PS VITA 용 소프트 「페르소나4 더 골든」의 오리지널 추가 커뮤니티. 해당 캐릭터는 아다치 토오루.
커뮤니티 광대와 완전이 반대되는 커뮤니티 속성. 타로카드의 번호나 이름은 00.FOOL 로 똑같다.
조건을 충족하면 커뮤니티의 속성이 어릿광대에서 욕망으로 바뀌게 된다.
특정 날짜까지 일정 수치이상 커뮤니티 랭크를 올려두면 그 이후에는 스토리 진행에 의해 자동적으로 9랭크까지 올라가게 되고.
진엔딩 조건을 만족하게 되면 MAX커뮤니티가 되면서 아다치 토오루의 페르소나「마가츠 이자나기」의 합체가 해금된다.

## 이야기 무대

### 이나바시
주인공이 1년간 전학오게되는 시골마을.
조용한 마을이였으나 주인공의 전학과 함께 연속살인사건이 발생하면서 마을 분위기가 소란스러워진다.

### 야소가미 고등학교
주인공과 동료들이 다니고있는 이나바시의 고교.
학교의 마크가 독일 자동차 회사인 메르세데스 벤츠와 유사하다. (전작인 3편의 주인공이 다니는 월광관고교의 마크는 역시 독일회사인 BMW와 유사했다.)

### 야소이나바 상점가
다양한 종류의 식당과 무기판매점 다이애나 , 아이템판매점 46상점 등이 이어져있는 상점가이다.
최근 대형쇼핑몰인 쥬네스가 건립되면서 상점가 사정이 좋지 않다.
휴일에는 주인공 동료들의 커뮤니티를 진행할 수 있다.

### 쥬네스(JUNES야소이나바점)
이나바시의 대형쇼핑몰로서 건립된지 얼마 되지않았다.
주인공의 동료인 하나무라 요스케의 아버지가 점장에 있으며 요스케 역시 자주 일을 돕는다.
살인사건의 피해자인 코니시 사키가 일했던 곳이며 가전제품매장에서 TV를 통해 건너 세계에 출입할 수 있다.
사건의 추리를 위해 방과후에 동료들과 모이며 다양한 이벤트가 발생하기도 한다.
쥬네스의 건립과 함께 상점가가 쇠퇴되면서 상점주민들로부터 비난을 받고있다.

### 사메강 하천부지
이나바시 쥬네스와 상점가 사이를 가로지르는 하천으로 이곳에선 4편의 새로운기능인 낚시를 할 수 있다.
매주 일요일에는 사신커뮤니티를 진행할 수 있다.

## 용어
페르소나
누구나 가지고 있는, 마음 속에 숨겨둔 「또 한사람의 자신」. 쉐도에 대항할 수 있는 유일한 수단.
전작 「페르소나 3」에서는 마음속 깊은 곳에 트라우마를 가지고있는 인물들이 각성하여, 권총형의 소환기를 이용해 자신의 머리에 쏴(의사적인 죽음의 체감) 페르소나를 소환하는 등 죽음과 관련된 어두운 느낌이었으나, 이번 작품에서는 죽음과 연관성이 없으며, 또 트라우마가 아닌, 자신을 똑바로 바라보는 적극적인 마음이 구현이 되었다. 소환 방식도 변경되어 자신의 아르카나가 그려진 카드를 파괴해 소환한다.
안경
쿠마가 주인공 일행을 위해 준비한 것. 장착하면 시야의 안개가 걷힌다. 쿠마는 눈자체가 렌즈이기 위해 불필요한 듯. 쿠마가 장난으로 만든 왕코안경도 일단 효과는 있다.
자신의 "그림자"
각각의 캐릭터가 마음속에 가지고 있는 감정을 축으로, 텔레비전 안에 나타난다. 자신이 인정하고 싶지 않은, 남 앞에서는 억압해온 감정이기 때문에, 존재가 부정되는 것에 의해서 본체에서 분리되어 독립, 한 체의 쉐도우으로서 폭주한다. 그러나 그 존재를 인정받아 받아들였을 경우 페르소나로 승화한다.
심야 텔레비전
비 오는 밤 오전 0시, 전원이 꺼진 텔레비전에 자신의 얼굴을 비춰보면 다른 사람이 보인다. 그 인물이 운명의 상대라는 소문으로 이나바시에 돌고있는 도시 전설. 텔레비전 안에 인간이 들어오지 않는 한 영상은 사람의 그림자가 비칠 뿐이지만, 인간이 들어오면 그 인간의 그림자를 주연으로 한 버라이어티풍의 프로그램이 방송된다.
쉐도우
사람의 자아로부터 떨어진 마음이나 감정의 일부. 원래부터 존재하던 사물의 단편이며 그림자. 사람의 마음을 먹어치우는 존재. 드물게 강한 힘을 가지는 개체가 탄생하는 경우도 있다.
현실 세계에 안개 낀 동안 텔레비전의 세계 안은 맑게 개이는데 그 때 쉐도우가 흉포해 진다. 흉포해 진 쉐도우에게 보통 인간은 맞서 싸울 수 없기 때문에, 마주치면 살해당한다. 하지만 페르소나를 사용할 때에는 날씨와 관계없이 덤벼든다.
벨벳 룸
꿈과 현실, 의식과 무의식의 사이에 존재하는 공간. 지금까지의 페르소나 시리즈에 매번 등장하였으며, 이번작품에서도 마찬가지로 이 벨벳 룸에서 페르소나를 합체할 수 있다. 벨벳 룸의 모습이나 인원은 계약자에 의해 변한다고 한다.
텔레비전의 세계
특별한 소양을 가지는 사람만이 텔레비전을 통해 들어갈 수 있는 수수께끼의 세계. 내부는 안개로 덮여 있어서 육안으로는 주변을 볼 수가 없다. 입구가 되는 텔레비전에 따라 도착하는 장소가 다르게 정해져있기 때문에 주인공들은 쥬네스의 텔레비전을 입구로 사용하며 활동하고 있다.

## 패러디
선물용.

## 음악
「페르소나 3」의 음악을 맡았던 메구로 쇼지가 담당하였으며, 보컬이 들어있는 등 「페르소나 3」의 음악과 유사한 점이 많지만, 「3」에서는 어둡고 조용한 곡이 중심이었던 것에 비해, 이번 작품에서 밝고, 팝 적인곡이 많아졌다. 전작에서도 삽입되었던「시가 넷 다나카(時価ネットたなか)」와「모든 이의 영혼을 위한 시(全ての人の魂の詩)」는 이번 작품에서도 삽입되었다. (시가 넷 다나카는 사운드 트랙에 수록되어 있지 않다).
최종 전투곡인 「The Genesis」는 7분 30초에 달한다. 메구로 쇼지가 담당한 시리즈의 전투곡들 중 제일 긴 곡.

## 주제가
- 오프닝 테마 -「Pursuing My True Self」노래:히라타 시호코
- 엔딩 테마 -「Never More」노래:히라타 시호코

## CD

### 음악CD
틀:오리콘 주간 앨범 차트 제1위 2011년
틀:Billboard JAPAN앨범 세일스 차트「Billboard JAPAN Top Albums」제1위 2011년

## 텔레비전 애니메이션

### Blu-ray / DVD
틀:오리콘주간 BD종합 차트 제 1위(2012년 3월 5일자)

## WEB라디오
퍼스널리티
게스트
코너
自称特別捜査隊
가자! 커뮤MAX！
에브리데이 모두가 쥬데스
우리들漢の娘
언더 더 스타일리시
페르소나 차회 예고

## 평가
| Reviews |                        |
| --- | ---------------------- |
| 통합 점수 통합사 점수 메타크리틱 90/100 [ 1 ] 93/100 (Golden) [ 2 ] 평론 점수 평론사 점수 1UP.com A+ [ 3 ] 에지 9/10 [ 4 ] 패미츠 33/40 [ 5 ] 게임프로 [ 6 ] 게임스팟 9/10 [ 7 ] 게임트레일러스 9.3/10 [ 8 ] 게임존 8.7/10 [ 9 ] IGN 9/10 [ 10 ] 엑스플레이 [ 11 ] Wired 10/10 [ 12 ] |                        |
| 통합 점수 |                        |
| 통합사 | 점수                   |
| 메타크리틱 | 90/100 93/100 (Golden) |
| 평론 점수 |                        |
| 평론사 | 점수                   |
| 1UP.com | A+                     |
| 에지 | 9/10                   |
| 패미츠 | 33/40                  |
| 게임프로 | [ 6 ]                  |
| 게임스팟 | 9/10                   |
| 게임트레일러스 | 9.3/10                 |
| 게임존 | 8.7/10                 |
| IGN | 9/10                   |
| 엑스플레이 | [ 11 ]                 |
| Wired | 10/10                  |

## 같이 보기
- 도시전설
- 페르소나 시리즈